# Calcografía

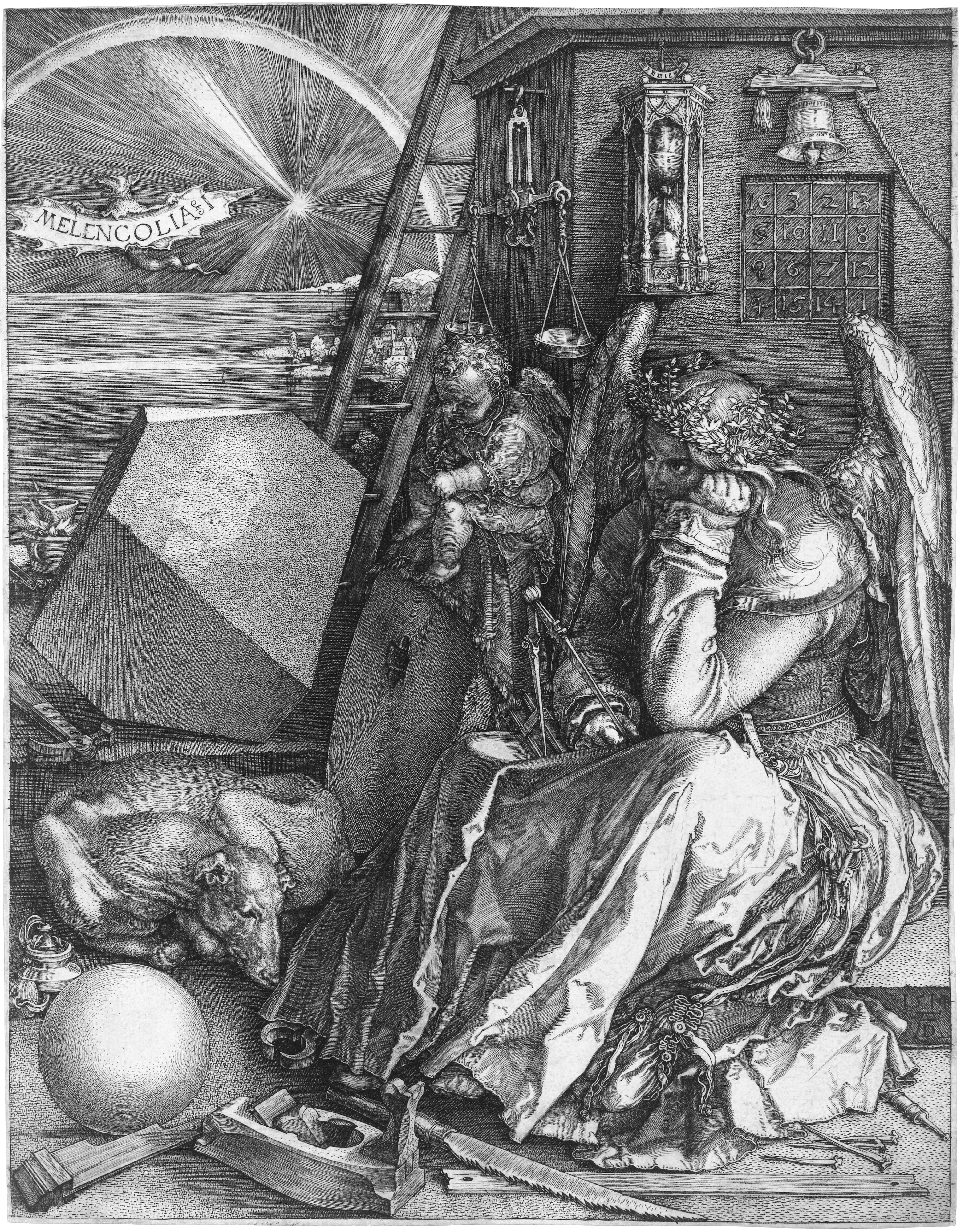
Melancolía, 1514, calcografía del artista alemán Alberto Durero.

La calcografía o grabado calcográfico o estampación en hueco (del griego χαλκός jalkós 'cobre' y γράφω gráfo 'grabar') es una técnica de impresión en el que las imágenes son resultado de la estampación, mediante una prensa o tórculo, de una plancha o lámina metálica en la que se han realizado incisiones para contener la tinta que se fijará al papel. Una vez obtenida dicha matriz, puede repetirse la operación un número más o menos determinado de veces mientras no se gaste la plancha. La palabra originalmente designó solo grabados hechos en cobre, y por extensión empezó a ser usado para los grabados en todos los metales.

## Historia

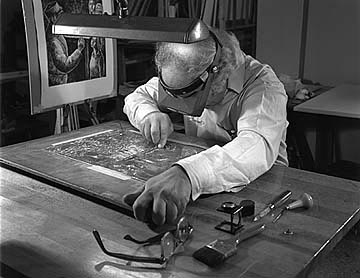
Un grabador trabajando en una plancha de cobre.

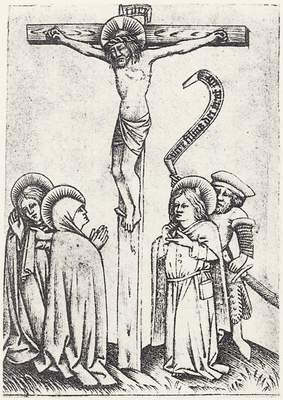
Cristo en la cruz (entre 1435 y 1455), del llamado Maestro de los Naipes alemán. Es la única calcografía que queda de una serie de cuatro sobre la Pasión de Cristo

La calcografía es una técnica antagonista de la tipografía, porque en esta última la tinta se transfiere desde la superficie de la letra, y no en los huecos de los relieves. En las técnicas calcográficas la profundidad de los surcos que reciben la tinta determina la cantidad de esta que se puede depositar y, en consecuencia, la intensidad tonal de la impresión.
La técnica de grabado en cobre probablemente se usó por primera vez alrededor de 1420-1430 en la Alta Alemania, para imprimir naipes, mapas, letras versalitas o ilustraciones devotas decorativas. La tecnología puede haber sido desarrollada simultáneamente en el sur de Europa. A diferencia de la xilografía o grabado en madera, la calcografía o grabado en cobre se había desarrollado independientemente del libro, porque en ese momento su proceso de impresión en huecograbado era difícil de combinar con la impresión de tipos o tipográfica. El grabado xilográfico, sin embargo, no permitía mejorar los detalles de los grabados ni su profundidad, por lo que hubo que buscar una técnica más eficaz. Orfebres experimentados en el nielado hicieron ensayos y un artesano florentino de época de los Medici, Masso Finiguerra, fallecido en 1464, halló un procedimiento con planchas de cobre que Giorgio Vasari creyó fue el primero.
El primer libro ilustrado con calcografías fue Monte dei Santi di Dio de Antonio Bettini (Florencia, Nicolo di Lorenzo Tedesco, 10 de septiembre de 1477). Otros afirman que, por el contrario, el primero fue otro libro, la Cosmografía de Claudio Ptolomeo (Bolonia, Domenico de Lapi, 23 de junio de 1477), una traducción del original griego al latín por Jacopo d'Angelo con cartas geográficas y mapas grabados en planchas de cobre por Taddeo Crivelli.
Artistas como Alberto Durero (XVI), Rembrandt (XVII), William Blake (XVIII) y David Salle (XX) desarrollaron la calcografía artística. Hasta el siglo XVII no se empleó en masa en el mundo del libro español. El más notorio grabador de la calcografía española fue sin duda en el siglo XIX Francisco de Goya, que innovó en la técnica de aguatinta. Se le deben Los Caprichos, Los Desastres de la guerra, La Tauromaquia y Los Disparates. En el siglo XX destacan los aguafuertes de Ricardo Baroja; las vanguardias también se hicieron sentir en esta técnica con los trabajos de Picasso, Dalí o Miró.

## Métodos de grabado
Las incisiones se pueden realizar con técnicas diferentes:
- Técnicas directas, en los que se utilizan herramientas cortantes o afiladas como el buril, la punta seca y la mezzotinta.[3]
- Técnicas indirectas, en los que se utilizan ácidos para crear la plancha como aguafuerte, aguatinta, grabado al azúcar, entre otros.

Los resultados pueden ser muy diferentes según el método empleado, siendo el del buril el que goza de mayor prestigio y calidad en sus acabados, existiendo auténticos maestros de esta técnica.